# L-gulonolakton oksidaza
-gulonolakton oksidaza (EC 1.1.3.8) je enzim koji katalizuje reakciju -glukuronolaktona (-gulono-1,4-lakton) sa kiseonikom do -ksilo-heks-3-gulonolaktona i vodonik peroksida. On koristi FAD kao kofaktor. -ksilo-heks-3-gulonolakton (2-keto-gulono-gama-lakton) ima sposobnost spontanog konvertovanja u heksuronsku kiselinu (askorbinsku kiselinu), bez enzimskog posredovanja.

## Deficijencija gulonolakton oksidaze
Nefunkcionalni pseudogen gulonolakton oksidaza (GULOP) je mapiran na humanom hromozomu . On odgovara evoluciono konzerviranom segmentu na bilo hromozomu 4 (SSC4) ili 14 (SSC14) svinje. GULO proizvodi prekurzor askorbinske kiseline, koji se spontano konvertuje do vitamina ("vitamina C").

## Literatura
- Zhang ZD; Frankish A; Hunt T;  . (2010). „Identification and analysis of unitary pseudogenes: historic and contemporary gene losses in humans and other primates.”. Genome biology. 11 (3): R26. PMID 20210993. doi:10.1186/gb-2010-11-3-r26.
- Inai Y, Ohta Y, Nishikimi M (2003). „The whole structure of the human nonfunctional L-gulono-gamma-lactone oxidase gene--the gene responsible for scurvy--and the evolution of repetitive sequences thereon.”. J. Nutr. Sci. Vitaminol. 49 (5): 315—9. PMID 14703305.
- Otowa T; Yoshida E; Sugaya N;  . (2009). „Genome-wide association study of panic disorder in the Japanese population.”. J. Hum. Genet. 54 (2): 122—6. PMID 19165232. doi:10.1038/jhg.2008.17.
- Nicholas C. Price; Lewis Stevens (1999). Fundamentals of Enzymology: The Cell and Molecular Biology of Catalytic Proteins (Third изд.). USA: Oxford University Press. ISBN 019850229X.
- Eric J. Toone (2006). Advances in Enzymology and Related Areas of Molecular Biology, Protein Evolution (Volume 75 изд.). Wiley-Interscience. ISBN 0471205036.
- Branden C; Tooze J. Introduction to Protein Structure. New York, NY: Garland Publishing. ISBN 0-8153-2305-0.
- Irwin H. Segel. Enzyme Kinetics: Behavior and Analysis of Rapid Equilibrium and Steady-State Enzyme Systems (Book 44 изд.). Wiley Classics Library. ISBN 0471303097.
- William P. Jencks (1987). Catalysis in Chemistry and Enzymology. Dover Publications. ISBN 0486654605.